# Bispo de Truro
O Bispo de Truro é o ordinário (bispo diocesano) da Diocese de Truro da Igreja da Inglaterra na Província da Cantuária.

## História
Houve entre os séculos IX e XI um Bispado da Cornualha até que foi fundido com Crediton e as sés foram transferidas para Exeter em 1050.
A Diocese de Truro foi estabelecida por Ato do Parlamento em 1876 sob a Rainha Vitória. Foi criada pela divisão da Diocese de Exeter em 1876 aproximadamente ao longo da fronteira Devon - Cornualha(algumas paróquias de Devon a oeste do Rio Tamar foram incluídas na nova diocese). A sé episcopal está localizada na Catedral de Truro e sua residência oficial em Lis Escop, Feock, ao sul de Truro. O bispo de Truro é auxiliado pelo bispo sufragâneo de São Germano na supervisão da diocese.
Até se mudarem para Feock, os bispos residiam em Kenwyn. Lis Escop (o Vicariato de Kenwyn de 1780) tornou-se, após o estabelecimento da Diocese de Truro, o palácio do bispo. Depois que os bispos se mudaram por alguns anos, abrigou parte da Truro Cathedral School (fechada em 1981), depois a Comunidade da Epifania (freiras anglicanas) e agora é, como Epiphany House, um retiro cristão e centro de conferências. Lis Escop é Cornish para "palácio do bispo".

## Lista de bispos
- Edward Branco Benson (1877 - 1883) - Trasladado da Cantuária;[2]
- Philip Mounstephen (2018 - 2023);
  - Hugh Nelson, Bispo de São Germano (2023 -) - Bispo diocesano interino desde 17 de setembro de 2023.
- David Williams (2025 -) - Bispo designado. Anunciado em 11 de dezembro de 2024.[4][5]